# RAI

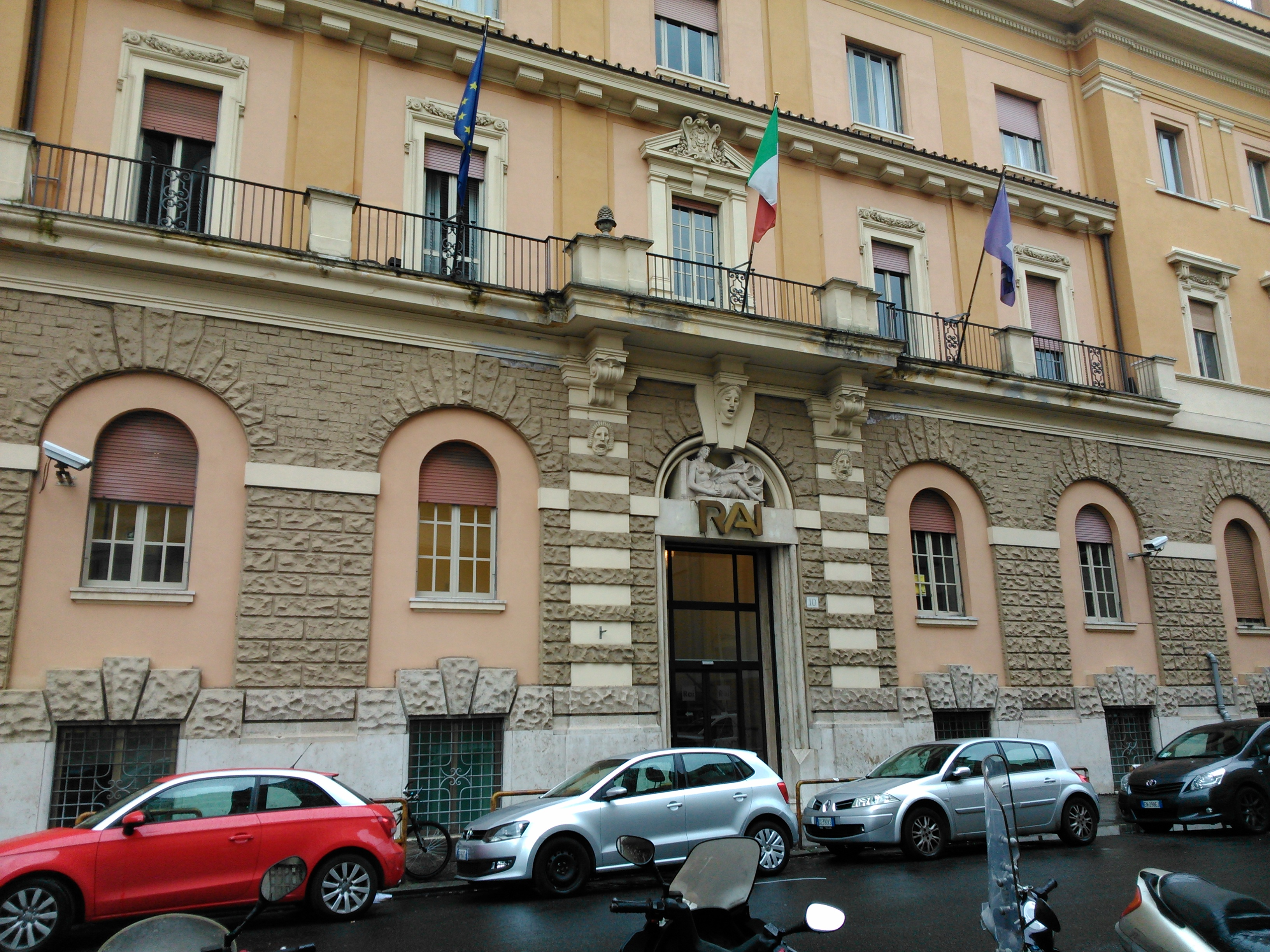
Римский радиодом

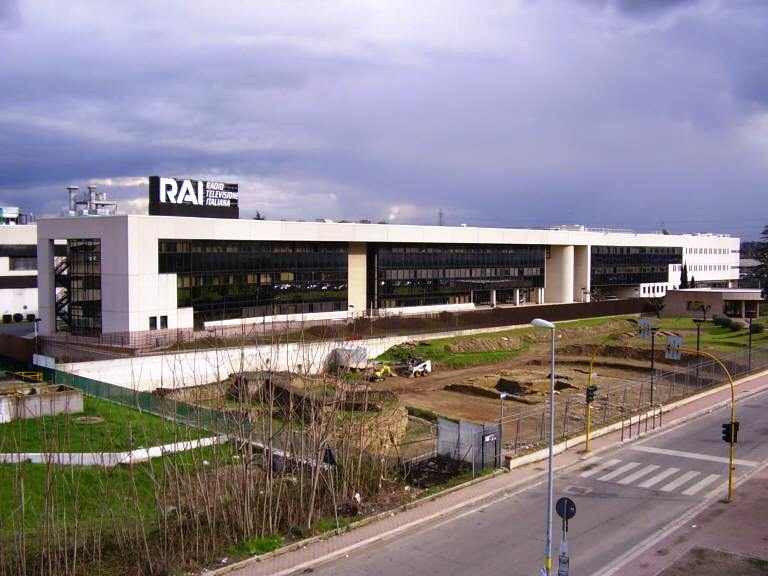
Римский телецентр

Итальянское радио и телевидение (Radiotelevisione italiana, сокр. Rai, РАИ) — итальянская телерадиовещательная компания. В 2022 году занимала 37 % итальянского рынка телевещания и 11 % рынка радиовещания. Имеет исключительную концессию в Италии на общественное телерадиовещание и мультимедийные услуги.

## История

### Запуск радио на средних волнах (1924—1944)
27 августа 1924 года был создан URI (Unione radiofonica italiana — Итальянский радиовещательный союз), 6 октября 1924 года URI на средних волнах запустил радиостанцию 1-RO. 17 ноября 1927 года URI был переименован в EIAR (Ente italiano per le audizioni radiofoniche — Итальянское учреждение радиовещательных передач). В 1929 году EIAR совместно с другими государственными и общественными радиокомпаниями участвовало в создании International Broadcasting Union (IBU). В 1930 году EIAR на коротких волнах запустил свою международную радиостанцию Радио Рим на английском и итальянском языках в направлении США, 1935 году на испанском, португальском и итальянском в направлении государств Латинской Америки, в 1939 году на английском языке в направлении в направлениях Юго-Восточной Азии и Европы. 21 февраля 1938 года был введён налог на радиоприёмники. 21 марта того же года EIAR на средних волнах запустил радиостанцию Rete Azzurra (Синяя сеть), 1-RO стала Rete Rossa (Красная сеть). 8 сентября 1943 года Радио Рим прекратило вещание.

### Национализация (1944—1954)
26 октября 1944 года EIAR был полностью национализирован и переименован в Rai (Radio Audizioni Italiane — Итальянская радиопередача). В 1946 году Rai вышла из IBU и совместно с рядом общественных и государственных радиокомпаний стала учредителем OIRT. В том же году возобновило вещание Радио Рим на итальянском, французском, английском, испанском, португальском. 1 октября 1950 году RAI на средних волнах запустила радиостанцию Terzo Programma («Третья программа»). В том же году Rai вышла из OIRT и совместно с членами IBU и другими радиокомпаниями, вышедшими из OIRT, стала учредителем EBU. В 1952 году Rete Rossa стала называться Programma Nazionale (Национальная программа), Rete Azzurra — Secondo Programma (Вторая программа).

### Запуск телевидения и FM (1954—1985)
3 января 1954 года RAI запустила на метровых волнах в стандарте 625 строк телеканал Programma Nazionale (Национальная программа), RAI была переименована в Radiotelevisione Italiana. В 1959 г. RAI через проводное радиовещание запустила радиостанции IV Canale Filodiffusione и V Canale Filodiffusione. 4 ноября 1961 г. RAI запустила на дециметровых волнах телеканал — Secondo Programma (Вторая программа). В этот период радиостанции Rai стали вещать на ультракоротких волнах.

### Запуск цветного телевидения (1975—1985)
14 апреля 1975 года была создана Парламентская комиссия общего руководства и контроля вещания (Commissione parlamentare per l’indirizzo generale e la vigilanza dei servizi radiotelevisivi) и частично отменена монополия Rai — частные телекомпании получили право вещать через кабельное телевидение на провинциальном уровне. В 1976 году Programma Nazionale была переименована в Rai TV1, Secondo Programma в Rai TV2, Programma Nazionale в Rai Radio 1, Secondo Programma в Rai Radio 2, Terzo Programma радио в Rai Radio 3, IV Canale Filodiffusione в Rai Radio FD4, V Canale Filodiffusione в Rai Radio FD5. В 1977 году Rai TV1 и Rai TV2 были переведены в стандарт PAL. 15 декабря 1979 г. RAI запустила на дециметровых волнах телеканал Rai TV3, с этого же период каналы Rai начали транслировать регулярные логотипы. В 1982 году Rai запустила радиостанции RaiStereoUno, RaiStereoDue и RaiStereoNotte. В 1983 г. Rai TV1 была переименована в Rai 1, Rai TV2 в Rai 2, Rai TV3 в Rai 3. В 1984 году был запущен телетекст Rai — Televideo.

### Отмена монополии (1985—1997)
В 1985 году монополия Rai была полностью отменена. В 1988 году на радиостанциях Rai была запущена RDS. 23 декабря 1989 года Rai запустила радиостанцию Rai Isoradio. В 1991 году RaiStereoUno и RaiStereoDue были переименованы в StereoRai и RadioVerdeRai соответственно. В 1992 году Rai запустила телеканал для итальянцев проживающих за рубежом — «Rai Internazionale» и радиоканал с аналогичной специализацией — «Rai Internazionale Radio», к которому было присоединено и Радио Рим. C 1993 года все телеканалы Rai вещают круглосуточно. В 1994 году StereoRai, RadioVerdeRai и RaiStereoNotte были закрыты.

### Запуск спутниковой платформы (1997—1999)
В 1997 году было создано дочернее предприятие RaiSat и запущена одноимённая спутниковая платформа, запустившая четыре спутниковых канала — Rai Sat 1, Rai Sat 2, Rai Sat 3 и Rai Sat Nettuno, а в 1999 году ещё два спутниковых канала — RaiSat Cinema и Rai Sport Satellite. В 1999 году Rai Sat 1 был разделён на RaiSat Show и RaiSat Album, Rai Sat 2 был переименован в RaiSat Ragazzi, Rai Sat 3 в Rai Educational Sat (в 2000 году разделён на Rai Edu Lab 1 и Rai Edu Lab 2, В 2002 году они были переименованы в Rai Edu 1 и Rai Edu 2 соответственно), Rai Sat Nettuno в Rai Sat Nettuno Lezioni Universitarie. В том же году Rai запустила спутниковый телеканал RaiNews24. В 2003 году RaiSat Show был переименован в RaiSat Extra, RaiSat Album в RaiSat Premium, Rai Sat Nettuno Lezioni Universitarie был разделён на Rai Nettuno Sat Uno и Rai Nettuno Sat Due, в 2006 году RaiSat Ragazzi был разделён на RaiSat YOYO и RaiSat Smash. В 2009 году Rai Nettuno Sat Due был закрыт.

### Запуск IPTV-платформы (2000—2003)
В 2000 году Rai запустило интерактивную платформу Rai Click, в которую вошли 7 интерактивных каналов — Rai Click Oggi, Rai Click Fiction, Rai Click Cinema, Rai Click Junior, Rai Click News e Sport, Rai Click Culture и Rai Click Spettacolo. 26 апреля 2001 года Rai запустило международный спутниковый арабоязычный канал Rai Med. В 2009 году Rai Click был переименован в Rai On. В 2012 после закрытия TV di Fastweb каналы Rai On были закрыты.

### Запуск цифровой платформы (2003—2008)
27 июля 1999 года было создано дочернее предприятие Rai Way, в 2003 году запустивший цифровые дубли основные телеканалов и радиостанций Rai. В 2004 году на 21 канале был запущен цифровой канал Rai Utile, на 42 канале — Rai Doc, в 2005 году дневные часы на канале Rai Doc были переданы каналу Rai Futura. В том же 2004 году прекратили вещание дубли радиостанций Rai на длинных волнах. В 2006 году в интернете было запущено вещание дублей всех телеканалов и радиостанций Rai. 1 октября 2007 года вещание Rai Internazionale Radio на коротких волнах было прекращено. 1 июня 2007 года Rai Doc и Rai Futura были заменены каналом Rai Gulp. В 2008 году вместо закрытого спутникового канала Rai Sport Satellite был запущен цифровой канал Rai Sport Più, в этом же году был запущен другой цифровой канал Rai 4. В 2009 году Rai Edu Lab 1, Rai Edu Lab 2 и Rai Sport Più были переименованы в — Rai Scuola и Rai Storia, Rai Sport + соответственно. В 2010 году был запущен цифровой канал Rai Sport 2, Rai Sport + был переименован в Rai Sport 1. 18 мая 2010 года было ликвидировано RaiSat, RaiSat Extra было переименован в Rai Extra, RaiSat Premium — Rai Premium, RaiSat YoYo — Rai YoYo, RaiSat Smash — RaiSat Smash Girls, RaiSat Cinema — Rai Movie. 26 ноября 2010 года Rai Extra был переименован в Rai 5. 4 июля 2012 года мультиплексы Rai Mux 1 и Rai Mux 2 прекратили вещание, заменённые мультиплексами Rai Mux 1, Rai Mux 2 и Rai Mux 3. 31 декабря 2012 года прекратили вещание все эфирные аналоговые дубли всех телеканалов Rai, несколько раньше прекратили вещание дубли радиостанций Rai на средних волнах, кроме Rai Radio 1.

### Запуск HD-платформы (с 2008)
24 апреля 2008 года в стандарте 1080i запустил на 501 канале Rai HD. 1 февраля 2009 года Rai запустило международный спутниковый канал «Salute!», а 28 июня того же года международный спутниковый канал «Yes Italia». В 2010 году Rai запустило 3 интернет радиостанции — Rai webradio 6, Rai webradio 7, Rai webradio 8. 23 марта того же года телеканал «Salute!» был закрыт, а 1 января 2012 года был закрыт телеканал «Yes Italia» В том же году Rai Internazionale было переименовано в Rai Italia, Rai Internazionale Radio, было закрыто. 25 октября 2013 года в стандарте DVB-T2 и стандарте разложения 1080i на 502 и 503 канале были запущены телеканалы Rai 2 HD и Rai 3 HD (вошедшие в мультиплекс RAI Mux 5), Rai HD был переименован в Rai 1 HD. В том же году Rai запустило международный спутниковый канал Rai Premium World. В 2014 году был закрыт телеканал Rai Med. 28 мая 2016 года были отменены дикторы, а 1 января 2017 года — прекратилась трансляция сигналов точного времени.

## Логотип
Сменил 5 логотипов. Нынешний — 6-й по счёту.
- В 1991—1997 годах логотипом была аббревиатура «RAI» синего цвета, на полоске в букве «A» был итальянский флаг, справа словосочетание «Radio Televisione Italiana» синего цвета.
- В 1997—2001 годах логотипом был тёмно-синий овал, внутри земной шар, сверху и снизу оранжевые полукольца, сверху аббревиатура «RAI» тёмно-синего цвета, снизу по дуге слово «International» синего цвета.
- В 2001—2008 годах логотипом был жёлтый ромб, внутри него голубой земной шар, внизу аббревиатура «RAI» синего цвета, вверху синяя полоса со словом «International» белого цвета.
- В 2008—2009 годах логотипом был оранжевый круг с изображением города, справа внизу слово «Raitalia» белого цвета.
- В 2009—2013 годах логотипом были два ореола синего цвета вверху и внизу, слева от него слово «Rai» синего цвета, справа от него слово «Italia» синего цвета.
- С 2013 по настоящее время логотипом является синий квадрат, внутри него слово «Rai» белого цвета, справа слово «Italia» синего цвета.

## Телеканалы и радиостанции

### Общенациональные телеканалы общей тематики
- Rai 1 — общий
  - Информационная программа Telegiornale 1 (10-минутный выпуск в 16.00, 30-минутный — в 20.00)
- Rai 2 — развлекательный
  - Информационная программа Telegiornale 2 (30-минутные выпуски в 18.20 и 20.30)
- Rai 3 — культура
  - Информационная программа Telegiornale 3 (25-минутные выпуски в 12.00 и 14.20, 30-минутный в 19.00,
  - Областная информационная программа Telegiornale Regione (20-минутные выпуски в 14.00 и 19.30)
  - Провинциальные информационные программы
    - TRaiL на ладинском
    - Tagesschau на немецком
    - La Voix de la Vallée на французском[4]

Доступны через эфирное (цифровое (DVB-T) на ДМВ, раннее — аналоговое (PAL) на ДМВ, Rai 1 также на МВ) (на первых трёх каналах в большинстве населённых пунктах Италии), спутниковое телевидение (цифровое (DVB-S) на СМВ) (в большинстве стран Европы), IPTV, а также через Интернет.

### Тематические общенациональные телеканалы
- Rai 4 — развлекательный канал
- Rai 5 — канал с культурной тематикой
- Rai Movie — киноканал
- Rai Premium — киноканал
- Rai Gulp — детский канал
- Rai Yoyo — детский канал
- Rai Storia — исторический канал
- Rai Scuola — образовательный канал
- Rai News 24 — информационный канал
- Rai Sport — спортивный канал

Доступны через эфирное (цифровое (DVB-T) на ДМВ) (в крупных городах), спутниковое телевидение (цифровое DVB-S на СМВ) (в большинстве стран Европы), IPTV, а также через Интернет.

### Общенациональные радиостанции общей тематики
- Rai Radio 1 — общая
  - Rai Radio 1-FVG — радиостанция для Фриули-Венеция-Джулия на итальянском языке
  - Информационная программа Giornale Radio 1 в начале каждого часа
  - Областная информационная программе Giornale Radio Regione
  - Tutto il calcio minuto per minuto — футбольное шоу, впервые вышедшая в эфир в 1960 году
- Rai Radio 2 — развлекательная
  - Информационная программа Giornale Radio 2, несколько раз в день в начале середины часа (06.30, 07.30, 08.30, 10.30, 12.30, 13.30, 17.30, 19.30, 21.30, 23.30
  - основное шоу — Viva Radio2
  - Il ruggito del coniglio
  - Caterpillar
  - Condor
- Rai Radio 3 — культура
  - Информационная программа Giornale Radio 3, несколько раз в день в начале последней четверти часа (06.45, 08.45, 10.45, 13.45, 16.45)

Доступны через эфирное (цифровое (DAB+) на МВ и аналоговое на УКВ (УКВ CCIR) (в большинстве населённых населённых пунктов Италии), Rai Radio 1 (ранее — все) также и на СВ (в большинстве стран Европы)) и проводное радиовещание, эфирное (цифровое (DVB-T) на ДМВ), спутниковое телевидение (цифровое (DVB-S) на СМВ) (в большинстве стран Европы), IPTV, а также через Интернет.

### Региональные радиостанции
- Rai Isoradio
- Rai Gr Parlamento

Доступны через эфирное (цифровое (DAB) на МВ и аналоговое на УКВ (УКВ CCIR)) (в крупных городах Италии), эфирное (цифровое (DVB-T) на ДМВ) (в крупных городах Италии), спутниковое телевидение (цифровое (DVB-S) на СМВ) (в большинстве стран Европы), IPTV, а также через Интернет.
- Rai Südtirol Radio — радиостанция для автономной провинции Южный Тироль (Больцано) на немецком, ладинском и итальянском языках;
- Rai Vd'A — радиостанция для автономной области Валле-д’Аоста, на французском языке.

Доступна через эфирное (цифровое (DAB) на МВ и аналоговое на УКВ (УКВ CCIR)) (в Больцано-Альто-Адидже), эфирное (цифровое (DVB-T) на ДМВ) (в Больцано-Альто-Адидже), IPTV, а также через Интернет.

### Тематические общенациональные радиостанции
- Rai Radio Tutta Italiana — специализируется на поп-музыке музыке.
  - Rai Radio Trst A — радиостанция для Фриули-Венеция-Джулия на словенском языке
- Rai Radio 3 Classica — специализируется на классической музыке.
- Rai Radio Techete' — радио, транслирующее радиопрограммы прошлого
- Rai Radio Live — специализируется на неаполитанской музыке
- Rai Radio Kids
- Rai Radio 1 Sport
- Rai Radio 2 Indie

Доступны через эфирное (цифровое (DAB) на МВ) (в крупных городах), проводное вещание (только Rai Radio Tutta Italiana и Rai Radio Classica), спутниковое телевидение (цифровое (DVB-S) на СМВ) (в большинстве стран Европы), IPTV, а также через Интернет.

### Телетекст
- Rai Televideo
- Rai Interattiva (новости в текстовом виде, программа передач, video on demand (Rai Replay), комментирование программ (Eventi Social Tv), последние два сервиса требуют подключения к ресиверу или телевизору интернет-линии для транзита передающего сигнала[6])

Доступны на общих частотах со всеми телеканалами.

### Rai в Интернете
- Rai имеет свой сайт — rai.it на итальянском языке, через него осуществляется потоковое вещание всех телеканалов и радиостанций Rai (раздел Rai Network), программа передач (раздел Guida programmi), новости в текстовом виде (разделы News и Sport), video on demand (раздел TV), audio on demand (раздел Radio). Также есть специализированные сайты RaiPlay.it, RaiNews.it, RaiPlaySound.it, RaiCultura.it.
- Канал Rai на youtube.com на итальянском языке анонс передач в виде подкастов.
- Страница Rai в facebook на итальянском языке анонсы передач в текстовом виде.
- Страница Rai в twitter на итальянском языке анонсы передач в текстовом виде.

### Издание
Rai имеет своё издание — Rai Eri.

### Зарубежное вещание
Дочерняя компания Rai Com SpA осуществляет продажу прав на ретрансляцию программ операторам кабельного и спутникового телевидения в других странах, в частности каналы Rai 1, Rai 2, Rai 3, Rai Storia, Rai Scuola, Rai News 24, Rai Radio 1, Rai Radio 2, Rai Radio 3 ретранслируются в странах Евросоюза. В других регионах передаются Rai Italia (наиболее популярные программы разных телеканалов Rai и специальные программы для итальянской диаспоры); Rai World Premium (фильмы и шоу производства Rai) и Rai News 24 (новости), а также радиостанции Rai Radio 1, Rai Radio 2, Rai Radio 3.

## Цифровое вещание Rai

### Цифровое телевидение Rai
Эфирное:
- RAI Mux 1 — Rai 1, Rai 2, Rai 3, Rai Radio 1, Rai Radio 2, Rai Radio 3
- RAI Mux 2 — TV2000, Rai Sport 1, Rai Sport 2, Rai Scuola, Rai Radio FD 4, Rai Radio FD 5, Rai Isoradio
- RAI Mux 3 — Rai 4, Rai Movie, Rai Premium, Rai Gulp, Rai YoYo
- RAI Mux 4 — Rai 5, Rai Storia

Спутниковое:
- Транспондер на 10992 ГГц (спутник Eutelsat Hot Bird 13C) — Rai 1, Rai 2, Rai 3, Rai News, Rai 4, Rai Movie, Rai Radio 1, Rai Radio 2, Rai Radio 3, Rai Radio 4
- Транспондер на 11013 ГГц (спутник Eutelsat Hot Bird 13C) — Rai 5 HD, Rai Gulp HD, Rai YoYo HD, Rai Scuola HD, Rai 4 HD, Rai Premium HD, Rai Movie HD
- Транспондер на 11766 ГГц (спутник Eutelsat Hot Bird 13C) — Rai 1 HD, Rai 2 HD, Rai 3 HD, Rai Sport + HD, RAI News 24 HD, Rai Storia HD
- Транспондер на 11804 ГГц (спутник Eutelsat Hot Bird 13C) — Rai Sport 2, Rai Sport 1, Rai Premium, Rai Storia, Rai Nettuno Sat Uno, Rai Gulp, Rai YoYo, Rai Scuola, Rai 5, а также — Camera dei Deputati, Senato Italiano, Rai Radio 1, Rai Radio 2, Rai Radio 3, Rai Radio 5, Rai GR Parlamento, Rai Isoradio, Rai Radio 6, Rai Radio 7, Rai Radio 8[7][8]

### Цифровое радио Rai
- RAI DAB — Rai Radio 1, Rai Radio 2, Rai Radio 3, Rai Radio 4, Rai Radio 5, Rai Radio 6, Rai Radio 7, Rai Radio 8, Rai IsoRadio

## Рейтинг
В 1997 году Rai занимал первое место по количеству аудитории среди других телеорганизаций Италии, обгоняя при этом телевизионный холдинг Mediaset Сильвио Берлускони.
В 2022 году на телеканалы Rai приходилось 36,6 % зрительской аудитории Италии, в прайм-тайм доля была немного выше — 37,9 %. У основного конкурента, Mediaset, доля была 35,6 % и 36,1 % соответственно (однако Mediaset намного опережает Rai по доходам от рекламы). Половина аудитории (18,2 %) пришлась на Rai 1, самый популярный телеканал Италии, у Rai 3 рейтинг был 6,9 %, а у Rai 2 — 5,0 %. У второго по популярности канала страны, Canale 5 (принадлежит Mediaset), рейтинг был 16,5 %. Самой популярной программой за год стала трансляция музыкального фестиваля в Сан-Ремо (более 13 млн зрителей).

## Членство в других организациях
RAI стала одной из 23 радиоорганизаций-основателей Европейского союза радиовещания.

## Подразделения
- «TG1» — осуществляет подготовку информационных передач программы «Rai 1»
- «TG2» — осуществляет подготовку информационных передач программы «Rai 2»
- «TG3» — осуществляет подготовку информационных передач программы «Rai 3»
- «Rai 1» — осуществляет подготовку передач одноимённой программы и заказ производства телешоу для него
- «Rai 2» — осуществляет подготовку передач одноимённой программы и заказ производства телешоу для него
- «Rai 3» — осуществляет подготовку передач одноимённой программы и заказ производства телешоу для него
- «Rai Cultura» — осуществляет выпуск передач программ «Rai Storia», «Rai Cultura» и «Rai 5»
  - Национальный симфонический оркестр Итальянского радио (Orchestra sinfonica nazionale della RAI)
- «Rai Gold» — осуществляет выпуск передач программ «Rai Movie», «Rai Premium», «Rai 4»
- «Rai Ragazzi» — осуществляет выпуск передач программ «Rai Yoyo» и «Rai Gulp»
- «Rai News» — осуществляет выпуск передач программы «Rai News 24»
- «Rai Sport» — осуществляет выпуск передач одноимённой программы
- «Rai Radio»
- «Rai Radio 1» — осуществляет выпуск передач программы «Rai Radio 1», «Rai Gr Parlamento», «Rai Radio 1 Sport», «Rai Isoradio»
- «Rai Radio 2» — осуществляет выпуск передач программы «Rai Radio 2» и «Rai Radio 2 Indie»
- «Rai Radio 3» — осуществляет выпуск передач программы «Rai Radio 3»
- «Rai Fiction» — осуществляет заказ производство телесериалов, мультсериалов, а также телефильмов и мультсериалов не выпускаемые в прокат
- «Rai Teche» — осуществляет архивирование теле- и радиопередач
- «Rai Quirinale» — подготавливает передачи освещающие деятельность Президента Италии
- «Rai Vaticano» — подготавливает передачи освещающие деятельность Папы Римского

## Филиалы
- с 1938 года — филиал телерадиокомпании в области Марке (Sede Rai di Ancona), расположен в Анконе;
- с 1968 года — филиал телерадиокомпании в автономном регионе Валле-д’Аоста (ит. Sede Rai di Aosta / фр. Siège Rai d’Aoste), расположен в Аосте;
- с 1932 года — филиал телерадиокомпании в области Апулия (Sede Rai di Bari), расположен в Бари;
- с 1936 года — филиал телерадиокомпании в области Эмилья-Романья (Sede Rai di Bologna), расположен в Болонье;
- с 1928 года — филиал телерадиокомпании в автононмой провинции Больцано-Альто-Адидже Больцано-Альто-Адидже (Sede Rai di Bolzano), расположен в Больцано;
- с 1959 года — филиал телерадиокомпании в области Сардиния (Sede Rai di Cagliari), расположен в Кальяри;
- с 1959 года — филиал телерадиокомпании в области Молизе (Sede Rai di Campobasso), расположен в Кампобассо;
- с 1932 года — филиал телерадиокомпании в области Тоскана (Sede regionale della Rai di Firenze), расположен во Флоренции;
- с 1928 года — филиал телерадиокомпании в области Лигурия (Sede Rai di Genova), расположен в Генуе;
- с 1931 года — филиал телерадиокомпании в области Сицилия (Sede Rai di Palermo), расположен в Палермо;
- с 1959 года — филиал телерадиокомпании в области Умбрия (Sede Rai di Perugia), расположен в Перудже;
- с 1959 года — филиал телерадиокомпании в области Базиликата (Sede Rai di Potenza), расположен в Потенце;
- с 1931 года — филиал телерадиокомпании в области Фриули-Венеция-Джулия (Sede Rai di Trieste), расположен в Триесте;
- с 1939 года — филиал телерадиокомпании в области Венето (Sede Rai di Venezia), расположен в Венето;
- с 1959 года — филиал телерадиокомпании в области Калабрия, расположен в Косенце;
- с 1959 года — филиал телерадиокомпании в области Абруццо, расположен в Пескаре;
- с 1929 года — филиал телерадиокомпании в области Пьемонт, расположен в Турине;
- с 1925 года — филиал телерадиокомпании в области Ломбардия, расположен в Милане;
- с 1924 года — филиал телерадиокомпании в области Лацио, расположен в Риме;
- с 1926 года — филиал телерадиокомпании в области Кампания, расположен в Неаполе.

## Мероприятия
Rai является организатором Фестиваля Сан-Ремо.

## Активы
Телерадиокомпании принадлежат:
- общегосударственный радиотелецентр, имеющий следующие аппаратно-студийные комплексы:
  - Бьяджо-Агнес (14 студий, включая АПБ): в нём размещаются Аппаратно-программные блоки из которых выпускаются в прямом эфире Тележурнал 1, Тележурнал 2, Тележурнал 3, Тележурнал Лацио
  - Виа-Теулада (9 студий)
  - Фабрицио Фрицци (6 студий)
  - Театр Победы (Teatro delle Vittorie)
- римский (общегосударственный) радиодом Rai на Виа-Азиаго;
- туринский (общегосударственный) радиотелецентр;
- миланский (общегосударственный) радиотелецентр;
- неапольский[9] (общегосударственный);
- региональные радиотелецентры.
- на 60 % акционерное общество «РТВ Сан-Марино» (RTV San Marino S.p.A.) — сан-маринская государственная вещательная организация
- общество с ограниченной ответственностью «Тиву» (Tivù S.r.l.) — кабельная телетрансляционная организация
- акционерное общество «Аудитель» (Auditel S.p.A.) — рейтинговое агентство
- анонимное общество «Евроньюс» (Euronews SA) — телеорганизация, передающая ряд информационных программ (RAI была соучредителем)
- на 100 % акционерное общество «РАИ Публичита» (Rai Pubblicità S.p.A.) — организация, осуществляющая продажу рекламного времени в теле- и радиопрограммах РАИ, создано в 1926 году, до 2013 года носила название «Итальянское анонимное общество радиовещательной рекламы» (Società italiana per la pubblicità radiofonica e anonima, сокр Sipra, СИПРА)
- на 60 % акционерное общество «РАИ Вэй» (Rai Way S.p.A. ) — организация, обеспечивающая работу радиотелевизионных передающих станций, учреждено в 1999 году;
- на 100 % акционерное общество «РАИ Нет» (Rai Net S.p.A.) — организация, осуществляющая распространение телефильмов, телесериалов и части телепередач РАИ в Интернете, учреждено в 1999 году, ликвидировано в 2014 году;
- на 100 % акционерное общество «РАИ Синема» (Rai Cinema S.p.A.) — организация, осуществляющая заказ производства телефильмов, выпускаемых в прокат, учреждено в 1998 году;
- на 100 % акционерное общество «РАИ Ком» (Rai Com S.p.A.) — организация, осуществляющая продажу телефильмов, телесериалов и части телепередач Rai иностранным телеорганизациям и передающая телепрограммы «РАИ Италия» и «РАИ Уорлд Премиум», учреждено в 2015 году, в 2011—2014 гг. его задачи выполняло акционерное общество «РАИ Уорлд» (Rai World), в 2003—2011 гг. акционерное общество «НьюКо РАИ Интернэшнл» (NewCo Rai International), в США в 1960—2012 гг. — компания «РАИ Корпорэйшн» (Rai Corporation), в Канаде в 1987—2012 гг. — компания «РАИ Корпорэйшн Канада» (Rai Corporation Canada);
- на 100 % «01 Дистрибьюшн» (01 Distribution) — организация, осуществляющая заказ записи телефильмов, телесериалов и части телепередач акционерного общества на лазерные диски и выдачу разрешений на производство по их мотивам аудиовизуальных произведений (приквелов, сиквелов, ремейков, новеллизаций, видеоигр) и сопутствующей продукции (игрушек, одежды с изображением героев телефильмов или телесериалов телерадиокомпании и т. п.), учреждена в 2000 году, в 2011 году ликвидирована путём присоединения к акционерному обществу «РАИ Чинема» в качестве подразделения;
- на 100 % акционерное общество «РАИ Трэйд» (Rai Trade) — организация, осуществляющая выдачу согласия на издание художественных произведений по мотивам телефильмов и телесериалов снятых по заказу РАИ, учреждено в 1987 году, упразднено в 2011 году;
- На 100 % акционерное общество «РАИ Сат» (RaiSat S.p.A.) — организация, передающая спутниковые телепрограммы «РАИ Сат Экстра» (RaiSat Extra) (ныне «РАИ 5»), «РАИ Сат Премиум» (RaiSat Premium), «РАИ Сат Синем» (Rai Movie) (ныне «РАИ Муви»), «РАИ Сат Йойо» (RaiSat YoYo), в 2010 году ликвидировано путём присоединения к акционерному обществу «РАИ»;
- В 1955—1997 гг. задачи части вышеуказанных организаций выполняло Коммерческое акционерное общество инициативы постановок (Società per Azioni Commerciale Iniziative Spettacolo, SACIS, САЧИС), кроме издания радиоконцертов и радиоспектаклей РАИ на грамплатинках и аудиокассетах что осуществляло в 1957—1994 гг. акционерное общество «ФОНИТ-ЧЕТРА» (Fonit Cetra).

## Финансирование
Финансирование Rai на 70 % идёт за счёт налога на телевидение и радиовещание (с 2006 года интегрирована в систему оплаты населением счетов за электричество), остальные 30 % идёт за счёт продажу рекламного времени.

## Владельцы
Владельцами телерадиокомпании были:
- (с 1924 до 1927 год)
  - Итальянское общество радиокоммуникационных передач (Società Italiana per le Radiocomunicazioni Circolari) — 85 %;
  - Итальянское общество радиопередач (Società Italiana Radio Audizioni Circolari) — 15 %;
- (с 1927 до 1933 год)
  - государственная телекоммуникационная компания «СИП»;
  - General Electric;
  - Fiat;
- (с 1933 до 1975 год)
  - государственная телекоммуникационная компания «СИП» (100 %);
- (с 1975 года)
  - Министерство экономики Италии (100 %)[11].

## Руководство
Руководство телерадиокомпанией осуществляет:
- административный совет (Consiglio di Amministrazione)
  - (в 1927—1933 гг.) — четыре его члена назначались Советом Министров;
  - (с 1975 года) — состоящий из семи членов,
    - 4 из 7 членов которого назначаются парламентской комиссией общего руководства и контроля вещания (Commissione parlamentare per l’indirizzo generale e la vigilanza dei servizi radiotelevisivi)
    - 2 из 7 членов — Министерством экономики и финансов Италии;
    - 1 из 7 членов — собранием трудового коллектива;
- Президент телерадиокомпании
  - с 2015 года — избираемый административным советом;
  - до 2015 года — назначавшийся Министерством экономики и финансов из числа своих представителей в Административном совете, который должен получить поддержку минимум двух третей членов упомянутой парламентской комиссии).

### Список председателей совета директоров
| Имя                   | С                | По              | Примечания                                                                  |
| --------------------- | ---------------- | --------------- | --------------------------------------------------------------------------- |
| Джемоло, Артуро Карло | 20 апреля 1945   | 9 августа 1946  | Председатель Совета директоров RAI — Radio Audizioni Italiane               |
| Джузеппе Спаратро     | 9 августа 1946   | 17 мая 1951     | Председатель Совета директоров RAI — Radio Audizioni Italiane               |
| Кристиано Ридоми      | 17 мая 1951      | 11 марта 1954   | Председатель Совета директоров RAI — Radio Audizioni Italiane               |
| Каррелли, Антонио     | 3 июня 1954      | 4 января 1961   |                                                                             |
| Папафава, Новелло     | 4 января 1961    | 25 марта 1964   |                                                                             |
| Куарони, Пьетро       | 29 мая 1964      | 12 апреля 1969  |                                                                             |
| Сандулли, Альдо       | 23 апреля 1969   | 18 февраля 1970 |                                                                             |
| Умберто делле Фаве    | 24 марта 1970    | 22 апреля 1975  |                                                                             |
| Финокьяро, Бенджамино | 23 мая 1975      | 20 января 1977  |                                                                             |
| Грасси, Паоло         | 20 января 1977   | 12 июня 1980    |                                                                             |
| Дзаволи, Серджо       | 12 июня 1980     | 23 октября 1986 |                                                                             |
| Манка, Энрико         | 23 октября 1986  | 19 февраля 1992 |                                                                             |
| Педулла, Вальтер      | 19 февраля 1992  | 13 июля 1993    |                                                                             |
| Дематте, Клаудио      | 13 июля 1993     | 12 июля 1994    |                                                                             |
| Летиция Моратти       | 12 июля 1994     | 24 апреля 1996  |                                                                             |
| Джузеппе Морелло      | 24 апреля 1996   | 10 июля 1996    |                                                                             |
| Сичилиано, Винченцо   | 10 июля 1996     | 21 января 1998  |                                                                             |
| Дзаккария, Роберто    | 3 февраля 1998   | 16 февраля 2002 |                                                                             |
| Эмилиани, Витторио    | 16 февраля 2002  | 22 февраля 2002 | Исполняющий обязанности старшего директора                                  |
| Бальдассарре, Антонио | 5 марта 2002     | 26 февраля 2003 |                                                                             |
| Миели, Паоло          | 7 марта 2003     | 13 марта 2003   | Назначен решением председателей палат парламента, но не вступил в должность |
| Аннунциата, Лучия     | 13 марта 2003    | 4 мая 2004      |                                                                             |
| Франческо Альберони   | 5 мая 2004       | 31 мая 2005     | Исполняющий обязанности старшего директора                                  |
| Курци, Сандро         | 1 июня 2005      | 30 июля 2005    | Исполняющий обязанности старшего директора                                  |
| Клаудио Петруччиоли   | 31 июля 2005     | 25 марта 2009   |                                                                             |
| Гаримберти, Паоло     | 26 марта 2009    | 8 июня 2012     |                                                                             |
| Тарантола, Анна Мария | 8 июня 2012      | 5 августа 2015  |                                                                             |
| Моника Маджони        | 6 августа 2015   | 27 июля 2018    |                                                                             |
| Марчелло Фоа          | 26 сентября 2018 | 16 июля 2021    |                                                                             |
| Маринелла Сольди      | 21 июля 2021     | 10 августа 2024 |                                                                             |

## Скандалы. Оценки деятельности
15 августа 2024 года на сайте Rai появился репортаж, снятый журналистами компании на территории РФ, захваченной ВСУ, в Судже. Журналисты приехали в город с территории Украины, без прохождения обычных формальностей пересечения границы. После чего посла Италии в России Чечилию Пиччони вызвали в МИД РФ. Также ФСБ РФ сообщила, что завела уголовное дело на репортеров Симони Трайни и Стефани Баттистини.